# George Petrie (Archäologe)
George Petrie (* 1. Januar 1790 in Dublin, Irland; † 17. Januar 1866) war ein irischer Archäologe, Musiker und Maler.

## Leben
Petrie war der Sohn eines Miniaturmalers. 1828 wurde er Mitglied der Royal Irish Academy, seit 1829 gehörte er deren Vorstand (council) an. Er organisierte das Museum der Gesellschaft, das so berühmte Stücke wie die Tara-Fibel enthielt. Er war auch an der irischen Landesaufnahme (Ordnance Survey) beteiligt. In der historischen Abteilung war er für die Sammlung und korrekte Schreibweise von Ortsnamen zuständig, stellte aber auch Inventare der Bodendenkmäler und sonstiger Altertümer zusammen. Der Bericht über das Kirchspiel von Templemore erschien 1837, danach wurde die Abteilung aufgelöst – angeblich aus finanziellen Gründen, aber es besteht der Verdacht, dass die Briten dem wachsenden irischen Nationalismus und dem Stolz auf die glorreiche irische Vergangenheit kein Material liefern wollten. Ihm gelang 1845 die Identifizierung von Newgrange als Brú na Bóinne anhand der frühen irischen Literatur. Petrie war auch als Journalist tätig und gründete 1840 ein „Groschenblatt“, das Irish Penny Journal. Außerdem war er als Maler bekannt, vor allem in Wasserfarben.
Die eisenzeitliche Petrie-Krone ist nach ihm benannt.

## Schriften
- Memoir of the Parish of Templemore. 1837.
- On the ecclesiastic architecture of Ireland. 1845.
- The Petrie Collection of the Ancient Music of Ireland. Gill, Dublin 1855. Nachdruck: Farnborough 1967, Heppenheim 1969.
- Christian Inscriptions in the Irish Language. In: The Annuary of the Kilkenny Archæological Society. Kilkenny 1872–1878.